# Câu đố
Câu đố là 1 câu hỏi hay cụm từ có 2 nghĩa hay có nghĩa ẩn, được nêu ra để thử thách người khác tìm lời giải. Câu đố có 2 dạng: bí ẩn (enigmas), nghĩa là nội dung diễn giải ở dạng ẩn dụ hay ngôn ngữ phúng dụ mà cần tư duy và tính sáng tạo để giải đố, và dạng thứ hai là "câu hỏi hóc búa" (conundra), là các câu hỏi dựa trên các ảnh hưởng của chúng với cách nói chế giễu ở câu hỏi hoặc câu trả lời.